# Katonah (Nueva York)
Katonah es un lugar designado por el censo ubicado en el condado de Westchester en el estado estadounidense de Nueva York. En el año 2010 tenía una población de 1.679 habitantes.

## Geografía
Katonah se encuentra ubicado en las coordenadas 41°15′21.39″N 73°41′8.36″O / 41.2559417, -73.6856556.